# 卡巴拉 (塞拉利昂)

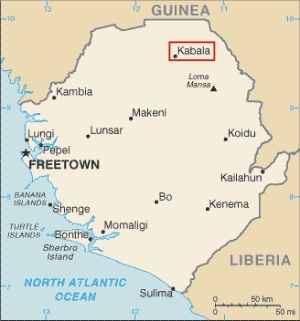

卡巴拉是西非國家塞拉利昂的城鎮，也是科伊納杜古區的首府，由北方省負責管轄，位於馬卡尼東北約80英里，居民大多信奉伊斯蘭教，鎮上有醫院、機場和學校，是花生、木薯、稻米的貿易中心，2010年人口18,770。
9°35′N 11°33′W / 9.583°N 11.550°W